# Alzoniella macrostoma
Alzoniella macrostoma е вид коремоного от семейство Hydrobiidae. Видът е почти застрашен от изчезване.

## Разпространение
Разпространен е в Италия.